# Maud Herbert
Pour les articles homonymes, voir Herbert.
Maud Herbert, née le 13 mars 1974 à Fougères, est une véliplanchiste française.

## Carrière
Elle est quintuple championne du monde de planche à voile, en 1991, 1992, 1993, 1995 et 1996.
Elle participe à deux éditions des Jeux olympiques : quatrième de l'épreuve de planche à voile en 1992, elle termine huitième en 1996.